# عباس أباد (بهشهر)
عباس أباد (بالفارسية: عباس‌آباد) هي قرية تقع في إيران في Kuhestan Rural District. يقدر عدد سكانها بـ 11 نسمة.